# Музыка в Кёнигсберге
Эта статья посвящена музыке Кёнигсберга в Прусском герцогстве, Королевстве Пруссия и Свободном государстве Пруссия с XVI века по 1945 год. 

## История

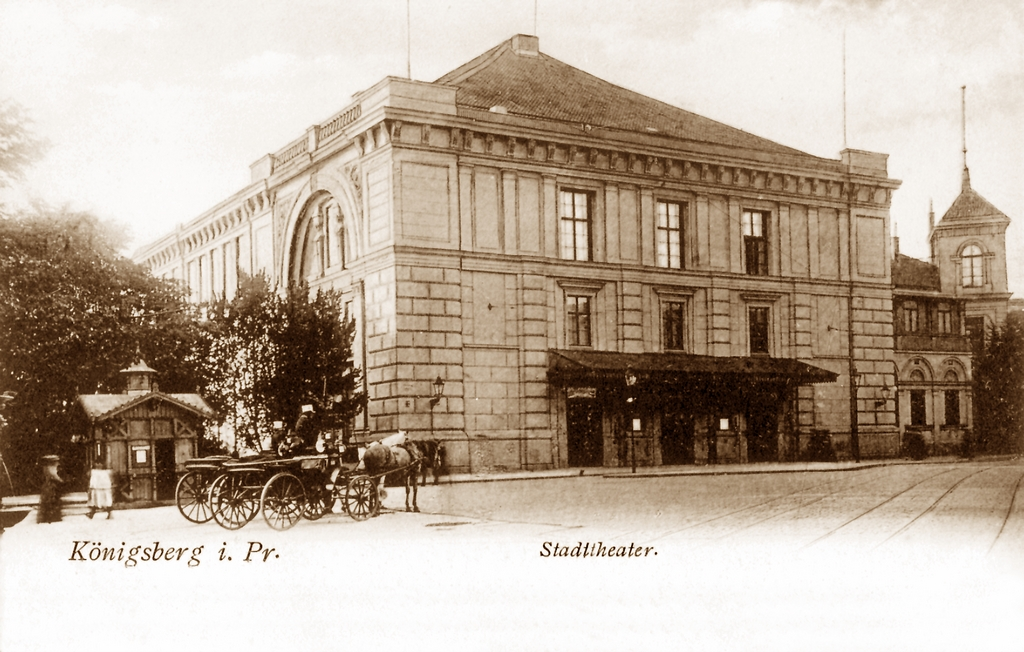
Городской театр Кенигсберга

«В Кёнигсберге нет всеобъемлющей театральной истории, и сегодня попытка исправить это вряд ли осуществима».
В Кёнигсберге музыка находилась под личным руководством герцога Прусского. Хофкапельмейстерами при герцогском дворе были Иоганн Эккард и его ученик Иоганн Стобаус. В первой половине XVI века Ганс Кугельманн работал композитором и придворным трубачом в Кёнигсберге. Так же впервые в 1659 году была опубликована музыкальная «тыквенная беседка им. Генриха Альберта». Георг Ридель, давний кантор в старой части города, возглавлял городскую музыкальную контору в течение 30 лет.

### Опера и концерт
В XIX веке появляются публичные постановки опер и концертов, которые ранее могли себе позволить только дворяне. В это время Каролина Унгер и Франц Ксавер Вольфганг Моцарт впервые выступили в «Pregel» на публику, состоящую не только из дворян, но и из представителей более низких сословий. За счёт развития немецкая премьера оперы Жоржа Бизе «Кармен» под управлением Макса Штегеманна (1879) принесла опере мировой прорыв.

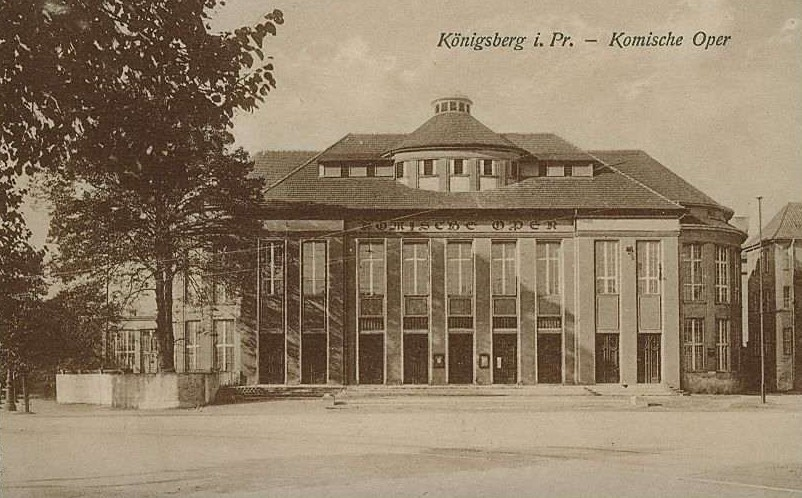
«Странная» опера

«Königsberger Musikverein» успешно посвятил себя новой музыке с Эрнстом Венделем и Полем Шейнпфлугом. В XX веке Ганс Кнаппертсбуш, Вильгельм Фуртвенглер и Карл Бём были приглашенными дирижерами в столице провинции Восточной Пруссии. Кёнигсбергский композитор Отто Беш объяснил: «Кёнигсбергская концертная публика все больше ощущала себя сообществом судьбы под знаком искусства. В нем была определённая аура, которая не оставила равнодушным артистов на подиуме».

### Хоры

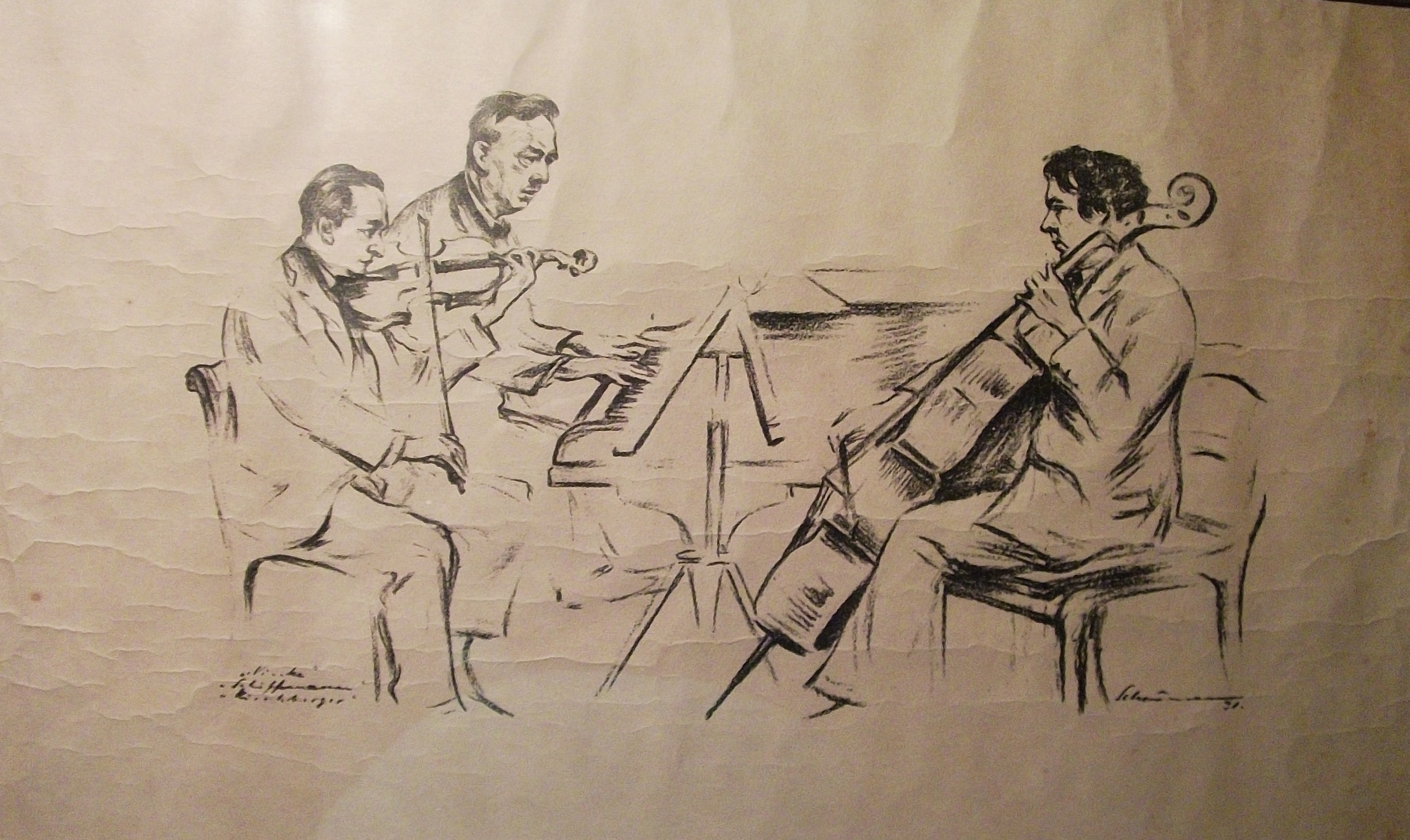
Трио Нинке: Шиффманн, Нинке, Кирхбергер (1931)

Важную роль сыграли хоры «Бахферайн» под управлением Вальтера Эшенбаха и Трауготта Федтке, хор Шуберта под управлением Хайнца фон Шумана и соборный хор под управлением Герберта Вильгельми. Среди множества мужских хоров выделялся Кёнигсбергский хор (Карл Нинке) и хор «Мелодия». В это время Музыкальная академия и Академия популярного пения были объединены под руководством Хьюго Хартунга. В области музыкального образования профессоры Ганс Энгель и Йозеф Мюллер-Блаттау работали в новом Институте школьной и церковной музыки при университете Альберта, а также преподавали в Кёнигсбергской консерватории и Консерватории Фибаха. Нинке руководила несколькими хорами и работала в Кёнигсберге с 1913 по 1945 год, затем в Гамбурге до 1954 года.

### Вещание
«Ostmarken Rundfunk AG» и «Рейхсендер Кенигсберг» были большими сторонниками музыкальной жизни в Восточной Пруссии. Герман Шерхен, пропагандист современной музыки, был доминирующей личностью в музыкальной жизни Кёнигсберга. Он также руководил концертами 60-го Тонкюнстлерфеста Общего немецкого музыкального общества в Кёнигсберге.

## Восточно-прусский музыкальный фестиваль
В 1837 году состоялся Восточно-прусский музыкальный фестиваль. В 1908, 1913 и 1924 годах проводились крупные музыкальные фестивали.

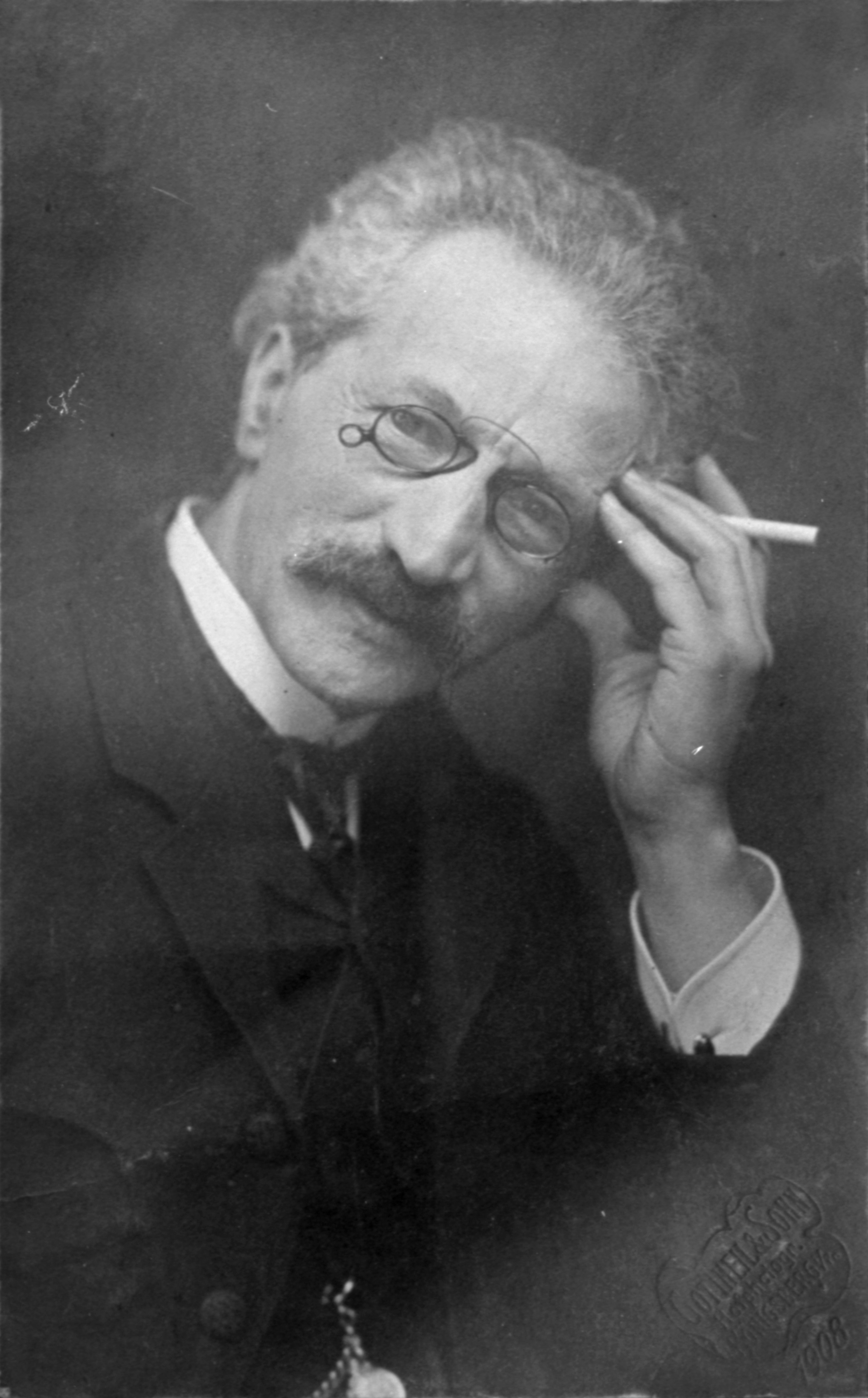
Макс Броде

## Источники

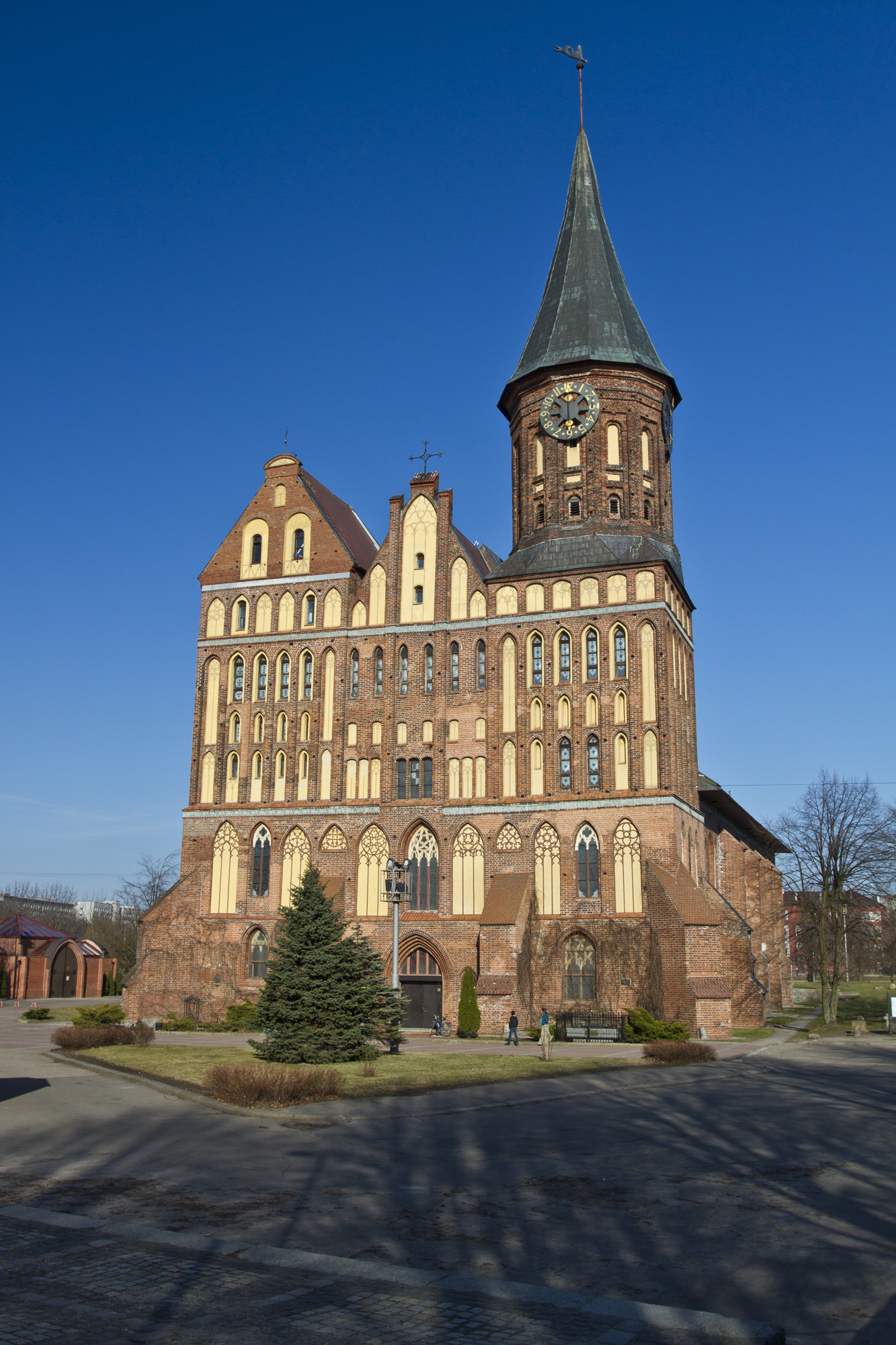
Кёнигсбергский Кафедральный собор (г. Калининград, Россия)

### Персоны

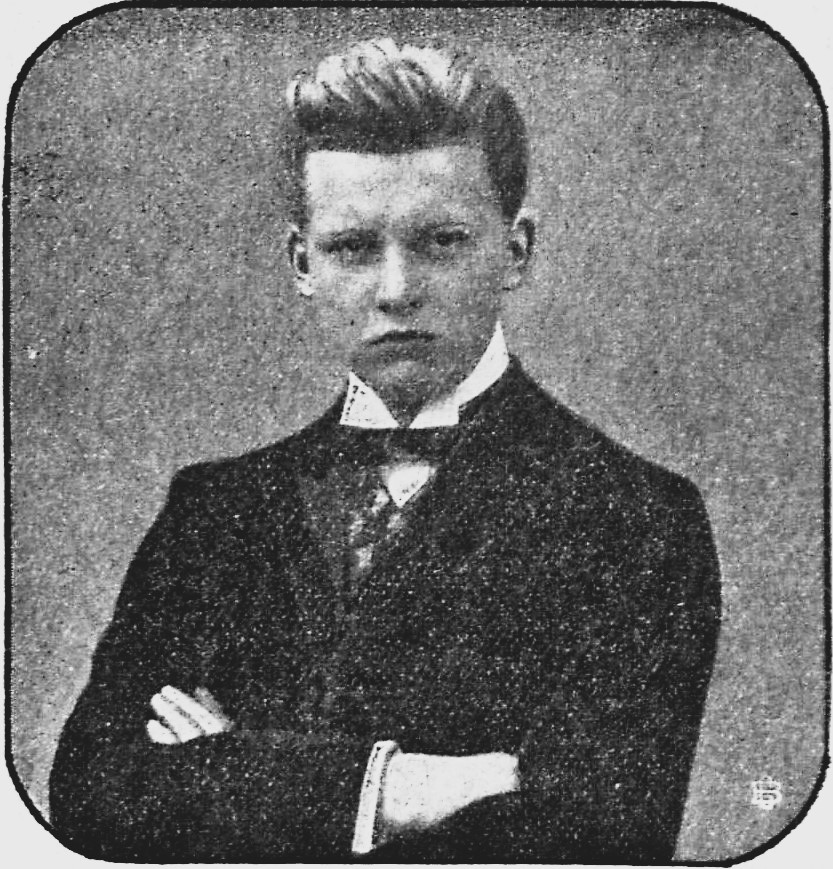
Герман Абендрот в 1905 году

#### Дирижеры и руководители хора
1. Герман Абендрот
2. Лео Борчард
3. Макс Броде
4. Генрих Дорн
5. Вальтер Эшенбах
6. Отто Фибах
7. Хьюго Хартунг
8. Эрнст Теодор Амадей Гофман
9. Адольф Йенсен
10. Альберт Кранц
11. Отто Николай
12. Эмиль Паур
13. Герман Пецольд
14. Иоганн Фридрих Райхардт
15. Густав Сабак эль Шер
16. Хайнц фон Шуман
17. Феликс Вайнгартнер
18. Герберт Вильгельми

#### Композиторы

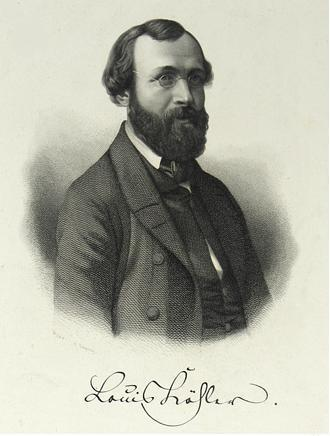
Христиан Луи Генрих Кёлер (1820—1886)

1. Констанц Бернекер
2. Герман Гетц
3. Хайнц Тиссен
4. Вернер Рихард Хейманн
5. Отто Беш
6. Герберт Грудь
7. Отто Николай
8. Герман Пецольд

#### Инструменталисты

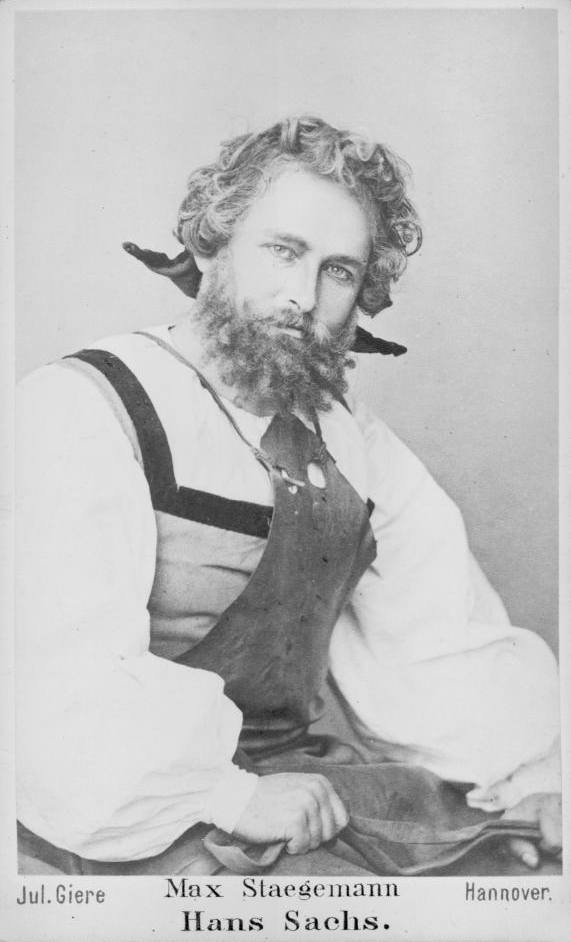
Макс Штегеманн

1. Луи Кёлер
2. Мелани Михаэлис
3. Маргарет Квидд
4. Ханс-Эрих Рибенсам
5. Маргарет Шухманн
6. Рудольф Винклер

#### Певцы
1. Уолтер Колло
2. Макс Штегеманн

#### Музыкальные критики
1. Густав Дёмпке
2. Луи Кёлер
3. Эрвин Кролл

## Новое начало
В 2010 году «MDR Orchestra» стал первым немецким оркестром, выступившим в Калининграде. В том же году Венская филармония в честь своего основателя Отто Николая дала концерт в Кёнигсбергском соборе.